# 26696 Gechenzhang
26696 Gechenzhang è un asteroide della fascia principale. Scoperto nel 2001, presenta un'orbita caratterizzata da un semiasse maggiore pari a 2,2462580 UA e da un'eccentricità di 0,1204015, inclinata di 1,89496° rispetto all'eclittica.